# Kurt Pint

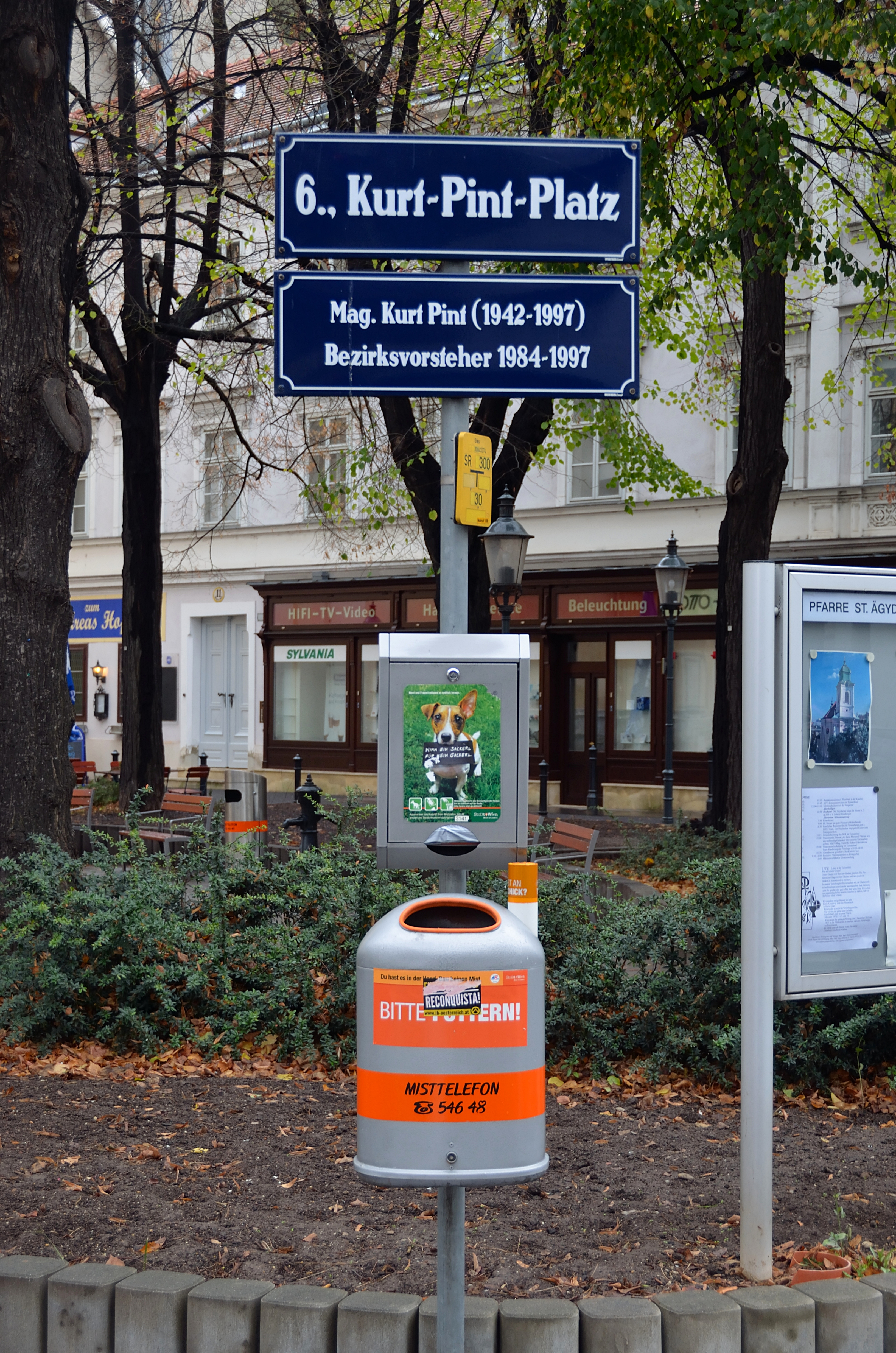
Straßenschild des Kurt-Pint-Platzes in Wien-Mariahilf (2013)

Kurt Pint (* 11. Juni 1942; † 29. Juli 1997) war ein österreichischer Politiker (ÖVP) und Jurist. Von 6. Dezember 1984 bis zu seinem frühen Ableben am 29. Juli 1997 war er Bezirksvorsteher des 6. Wiener Gemeindebezirks Mariahilf; davor war er bereits seit 1978 im Bezirksrat von Mariahilf tätig und war ab 1983 Klubobmann der ÖVP-Fraktion in der Bezirksvertretung.
Des Weiteren trat der Magister als Jurist und Sekretär der Innung der Mechaniker in Erscheinung. Bei der Wahl zum Landesparteiobmann der Wiener ÖVP konnte sich Pint im Oktober 1989 in einer Kampfabstimmung nicht gegen Wolfgang Petrik durchsetzen. Am 29. Juli 1997 erlag Pint 55-jährig einem Herzinfarkt. Eines seiner letzten und bedeutendsten Projekte war die Neugestaltung des als Problemzone bekannten Esterházyparks rund um das Haus des Meeres, das als Herzstück der Pläne zur Schaffung einer Freizeit- und Erlebnisoase im Bezirk Mariahilf galt. Aus diesem Grund fanden in der Zeit seines Wirkens auch unzählige Veranstaltungen statt. Dieses Vorhaben wurde von seinem Nachfolger auf diesem Posten, Erich Achleitner, fortgeführt. Am 13. Mai 2000 erhielt der Platz vor der Gumpendorfer Pfarrkirche ihm zu Ehren den Namen Kurt-Pint-Platz. Davor trug der Platz keinen eigenen Namen und war Teil der dort verlaufenden Gumpendorfer Straße; bei der Bevölkerung war bzw. ist er heute noch immer, aufgrund der hier befindlichen Kirche, als Ägydiplatz bekannt.